# رود نیکاپو
رود نیکاپو (به لاتین: Niikappu River) یک رود در ژاپن است که در Hokkaido Prefecture واقع شده‌است.